# 表面燃焼
表面燃焼（ひょうめんねんしょう）とは、燃焼の一形態。無炎燃焼とも呼ばれている。

## 概要
木炭やコークスなどは、固体の表面で炎を出さずに燃焼する。これは原料となる木材や石炭が最初分解燃焼して熱分解した結果、ガスを全て放散して炭化した結果生成した無定形炭素だからである。そのため固体表面において、熱分解や蒸発も起こさずに高温を保ちながら、空気と接触した部分で着火して「オキ」を生じ、表面だけで拡散燃焼を生じるのである。